# Alžirska reprezentacija u hokeju na ledu
Alžirska reprezentacija u hokeju na ledu predstavlja državu Alžir u športu hokeju na ledu.
Osnovana je 2006.
Do danas (stanje u siječnju 2006.), Alžir još nije član IIHF-a, niti ima svoje klizalište. Unatoč tome, izabrana vrsta je stvorena, zbog rastućeg broja Alžiraca koji igraju hokej na ledu diljem svijeta.
Najviše kotirajući igrač alžirskog podrijetla je Josef Boumedienne koji je igrao za Tampa Bay Lightning, New Jersey Devilse i Washington Capitalse, momčadi iz NHL-a.

## Poznati igrači
Djamel Zitouni
Malik Boualem
Sid Ahmed Bouslama
Nassim Boulakdem
Karim Kerbouche
Gregory Zitouni
Abdelhamid Benidir
Abdelaziz Benidir
Mohamed Benyahia
Hicham Djemai

## Vanjske poveznice
- Službene stranice  Arhivirana inačica izvorne stranice od 9. listopada 2007. (Wayback Machine)
- Službene stranice na Myspaceu